# Джино Армано
Джино Армано (на италиански: Gino Armano), роден на 25 октомври 1927 г. в Алесандрия е италиански футболист (нападател) и треньор.
Започва кариерата си през 1945 г. в местния клуб на Алесандрия, но бързо е забелязан от ФК Интер, където преминава през 1948 г. Там заедно с Ищван Ниерш, Ленарт Скоглунд и Бенито Лоренци оформят атакуващото звено на отбора. Армано изиграва 255 мача за Интер, в които отбелязва 73 гола, печели шампионата през 1953 и 1954 г. под ръководството на Алфредо Фони, като неуморните му включвания от атака в защита и обратното, идеално се вписват в тактиката на треньора.
През 1956 г. преминава във ФК Торино, където играе до 1959 г., след което обявява край на своята футболна кариера и става част от техническото ръководство на родния си Алесандрия, а пет години по-късно е избран да ръководи самия отбор.
Въпреки неоспоримите си качества и успехите, които е постигнал, Джино Армано никога не е имал честта да носи фланелката на националния си отбор. В историята на италианския футбол, има само още трима играчи с по над 100 гола, които също така не са получили повиквателни за националния отбор.

## Отличия
- Шампион на Италия: 2

Интер: 1952-1953, 1953-54
| Капитани на ФК Интер | Капитани на ФК Интер   | Капитани на ФК Интер |
| -------------------- | ---------------------- | -------------------- |
| Предшественик        | Период                 | Наследник            |
| Атилио Джованини     | Джино Армано 1954-1956 | Джовани Джакомаци    |